# Must Get Out
Must Get Out – singel amerykańskiej pop-rockowej grupy Maroon 5. Wydany został 5 kwietnia 2005 roku przez wytwórnię A&M/Octone Records jako piąty, a zarazem ostatni singel z ich debiutanckiego albumu Songs About Jane. Utwór został całkowicie stworzony przez zespół. Singel zadebiutował na 39. miejscu na liście UK Singles Chart.

## Notowania
| Lista (2004-2005)                 | Najwyższa pozycja |
| --------------------------------- | ----------------- |
| Holandia (Dutch Top 40)           | 8                 |
| Nowa Zelandia (Top 40 Singles)    | 38                |
| Wielka Brytania (Singles Top 100) | 39                |